# Bernardo Vásquez
Luis Bernardo Vásquez Bobadilla (Rancagua, Chile, 25 de abril de 1975) es un Planificador Social y político chileno militante de la UDI. Actualmente es Alcalde de la comuna de Pelarco, en la Región del Maule.
Se ha desempeñado en el ámbito social en los Municipios de Pelarco, Talca, Maule y Constitución.
Fue presidente regional de la UDI y Consejero Regional de la Región del Maule entre los años 2009-2012.
Es Planificador Social, se desempeña como Profesor en la Universidad de los Lagos en el área de Proyectos Sociales

## Historial Electoral

### Elecciones municipales de 2012
- Elecciones municipales de 2012, para la alcaldía de Pelarco

| Candidato                 | Pacto                    | Partido | Votos | %     | Resultado |
| ------------------------- | ------------------------ | ------- | ----- | ----- | --------- |
| Bernado Vásquez Bobadilla | Coalición                | UDI     | 2460  | 50,94 | Alcalde   |
| Alfredo Pérez Leiva       | Independiente            | Ind.    | 1839  | 38.08 |           |
| Carlos Verdugo Pérez      | Concertación Democrática | PDC     | 530   | 10,97 |           |

### Elecciones municipales de 2016
- Elecciones municipales de 2016, para la alcaldía de Pelarco[1]

| Candidato                  | Pacto         | Partido | Votos | %    | Resultado |
| -------------------------- | ------------- | ------- | ----- | ---- | --------- |
| Bernando Vásquez Bobadilla | Chile Vamos   | UDI     | 2827  | 63,3 | Alcalde   |
| Alfredo Pérez Leiva        | Independiente | Ind.    | 1513  | 33.9 |           |
| Carolina Olave Seguel      | Nueva Mayoría | Ind.    | 129   | 2,9  |           |

### Elecciones municipales de 2021
- Elecciones municipales de 2021, para la alcaldía de Pelarco[2]

| Candidato                  | Pacto                        | Partido | Votos | %     | Resultado |
| -------------------------- | ---------------------------- | ------- | ----- | ----- | --------- |
| Bernando Vásquez Bobadilla | Chile Vamos                  | UDI     | 2819  | 71,29 | Alcalde   |
| Roberto Silva Adi          | Unidad por el Apruebo        | Ind.    | 961   | 24,30 |           |
| Cristofer Retamal Lara     | Chile Digno Verde y Soberano | Ind.    | 174   | 4,40  |           |